# Пенза
Пе́нза — город (c 1663 года) в центре европейской части России, административный центр Пензенской области (с 1939 года). Является городом областного значения, образует муниципальное образование городской округ город Пенза.
Население 487 978 чел. (2025).

## Этимология
Название города связано с именем реки Пензы, на крутом берегу которой была построена крепость.
Существует несколько гипотез о происхождении гидронима Пенза. Согласно одной, название происходит от мордовских слов со значением «край, конец, граница, конец пути» либо «топкая, болотистая». По версии П. В. Зимина, название происходит от пра-финно-угорского слова «пересыхающая» и прамарийского «ручей». Также название могло происходить от личного мужского древнемордовского имени Пиянза, Пьянза.

## Физико-географическая характеристика

### Географическое положение
Пенза находится в центре европейской части России на Приволжской возвышенности, в 629 км по федеральной автодороге М-5 «Урал», к юго-востоку от столицы России города Москвы. Город располагается на обоих берегах реки Суры в центральной части Пензенской области в 26 км к востоку от её географического центра. Площадь города 310,4 км².
Средняя высота над уровнем моря составляет 174 м. Наивысшая точка 280 м над уровнем моря, находится на холме Боевая гора, вытянутом с юго-запада на северо-восток наподобие гряды. Самая низкая точка 134 м.
Протяжённость города с севера на юг 19,3 км, с запада на восток 25,3 км.

### Гидрография
Помимо Суры (главной водной артерии города) через город протекают реки Пенза, Пензятка, Ардым, Старая Сура, Мойка, Барковка, ручьи Прокоп и Безымянный. Некоторые из них в пределах города частично протекают в коллекторах.
Основная речная зона отдыха в Пензе Старая Сура. В районе Старой Суры соединяются 3 больших субрайона города: микрорайон фабрики «Маяк», улица Ангарская и микрорайон ГПЗ-24. Расположена она в юго-восточной части города и является самой большой оборудованной купальной зоной в городе, на которой расположено 4 пляжа (пляж у фабрики «Маяк» и 3 городских пляжа: Детский (1-й Ангарский переулок), Средний и Большой (район ГПЗ-24, ул. Антонова). Река берёт своё начало за чертой Пензы, в виде ручья, стекающего из Сурского водохранилища и протекает небольшой речкой через Ахуны; в микрорайоне ГПЗ-24 превращается в водоём в районе улиц Ангарской и Верещагина, а после стекает в водохранилище у дамбы в районе фабрики «Маяк» и снова впадает в Суру.

### Часовой пояс
Пенза находится в часовой зоне МСК (московское время). Смещение применяемого времени относительно UTC составляет +3:00. В соответствии с применяемым временем и географической долготой средний солнечный полдень в Пензе наступает в 12:00. Это связано с тем, что через Пензу проходит меридиан 45°00′ восточной долготы.

### Флора и растительность
В соответствии с утверждённым в 1973 году генпланом Пензы общая площадь зелёной зоны составляла более 25 % от общей площади города и по этому показателю признана в 1980-х годах самым зелёным городом Поволжья, но с 1990 года произошло интенсивное сокращение городских скверов, пригородных зелёных зон и парков из-за застройки территории.
Естественные лесные насаждения на городской территории представлены в левобережье Суры, в основном широколиственными лесами (дубравы с липой, клёном, осиной и берёзой), в правобережье Суры — сосново-широколиственными лесами; общая площадь около 9,8 тыс. га.
На территории Пензы расположен ботанический сад имени И. И. Спрыгина (создан в 1917 году), разделённый на три участка: дендрологический (около 230 видов растений), систематический (около 200 видов растений) и цветочно-декоративный (более 100 видов растений), где представлена флора разных регионов мира.

### Климат
Климат Пензы умеренно континентальный. Зима в Пензе умеренно холодная и длительная, длится с начала ноября по конец марта, самый холодный месяц — февраль со средней температурой −9,1 °C. Лето тёплое, длится с конца мая по начало сентября, средняя температура июля 20,4 °C. Среднегодовая температура 5,5 °C. Климат Пензы близок к московскому, но континентальность выше, а осадков выпадает меньше.
| Показатель                    | Янв.  | Фев.  | Март  | Апр. | Май  | Июнь | Июль | Авг. | Сен. | Окт.  | Нояб. | Дек.  | Год   |
| ----------------------------- | ----- | ----- | ----- | ---- | ---- | ---- | ---- | ---- | ---- | ----- | ----- | ----- | ----- |
| Абсолютный максимум, °C       | 7,0   | 8,5   | 17,3  | 31,1 | 35,6 | 37,7 | 39,3 | 40,4 | 33,6 | 25,6  | 16,1  | 11,0  | 40,4  |
| Средний суточный максимум, °C | −5,5  | −5,1  | 1,0   | 12,4 | 20,8 | 24,8 | 26,6 | 24,7 | 18,2 | 9,9   | 0,6   | −4,4  | 10,3  |
| Средняя температура, °C       | −8,7  | −9,1  | −3,4  | 6,8  | 14,3 | 18,5 | 20,4 | 18,3 | 12,5 | 5,6   | −2,1  | −7,4  | 5,5   |
| Средний суточный минимум, °C  | −11,9 | −12,5 | −7,2  | 1,9  | 8,1  | 12,7 | 14,7 | 12,8 | 7,7  | 2,2   | −4,6  | −10,3 | 1,1   |
| Абсолютный минимум, °C        | −39,9 | −40   | −31,1 | −20  | −5,6 | −1,1 | 4,7  | 0,0  | −6,4 | −17,2 | −31,1 | −40,5 | −40,5 |
| Норма осадков, мм             | 38    | 31    | 35    | 33   | 42   | 65   | 59   | 51   | 52   | 47    | 48    | 41    | 542   |
| Источник: Погода и Климат     |       |       |       |      |      |      |      |      |      |       |       |       |       |

Продолжительность дня 21 декабря — 7 часов 32 минуты, 21 июня — 16 часов 57 минут.

## Палеонтология
В 1927 году на территории города, неподалёку от Мироносицкого кладбища, в отложениях позднего маастрихтского века (меловой период) обнаружен фрагментарный череп мозазавра Гоффмана (Mosasaurus hoffmanni) — гигантской морской рептилии. Находка стала первым достоверным образцом данного вида на территории России. Точное место, где найдена окаменелость, неизвестно, но, скорее всего, сейчас там расположена улица Проломная. В маастрихтских слоях по берегам Суры в районе Пензы также найдены белемниты Belemnitella lanceolata и B. americana. Tsaregradskii (1926) сообщает о присутствии в этих же отложениях устрицы Ostrea praesinzowi. Кроме того, в этих слоях представлен смешанный комплекс микрофауны, характерной для туронского (Bolivinita couvigeriniformis), сантонского (Reussia subrotundata) и маастрихтского веков (Bolivina incrassata), указывающий на то, что все эти залегания подверглись эрозии и повторному осаждению.

## История
В 1663 году была заложена Пензенская крепость на юго-восточной окраине Русского царства, построенная по указу царя Алексея Михайловича. Вокруг неё образовался посад и слободы. Вскоре Пенза была захвачена участниками восстания Разина. В 1680 году посад и слободы были сожжены ногайцами.
18 или 19 декабря 1708 года по Указу «Об учреждении губерний и о расписании к ним городов» город Пенза стал центром Пензенского уезда Казанской губернии.
В 1717 году во время Кубанского погрома Пензенская крепость выдержала ногайско-черкесскую осаду, однако из окрестностей был выведен большой полон.
С 1719 года город стал центром Пензенской провинции Казанской губернии.
В 1780 году город становится центром Пензенского наместничества (в 1796 году — Пензенской губернии) и одноимённого уезда.
- В 1786 году основано Пензенское народное училище, одно из старейших образовательных учреждений России.
- В 1792 году в Пензе прошло первое театральное представление, в следующем году открылся первый театральный сезон драматического театра.

В 1796 году Пенза объявлена губернским городом.
В 1797 году Пензенская губерния была упразднена и Пенза сделана уездным городом Саратовской губернии.
В 1801 году город вновь становится центром Пензенской губернии и сохраняет этот статус до 1928 года.
- В 1837 году была открыта первая публичная библиотека, в 1838 году начала выходить первая местная газета — «Пензенские губернские ведомости».
- В 1848 году основан один из старейших в России ипподром.
- В 1850 году открылась писчебумажная фабрика Сергеева.

- В 1858 году произошёл пожар, который уничтожил половину города. В этом же году начал работать чугунолитейный завод Соколова.
- В 1873 году открыт первый в России цирк.
- В 1874 году открылось железнодорожное движение по ветке Моршанск — Сызрань.
- В 1907 году губернатором назначен Иван Францевич Кошко. В этой должности он пробыл до 19 октября 1910 года.

После октября 1917 года переход власти к большевикам в Пензе прошёл без вооружённой борьбы, однако затянулся до 21 декабря.
29 мая 1918 года город был взят в ходе выступления Чехословацкого корпуса (кровопролитный бой длился почти сутки). Однако по ряду причин чехи не стали закрепляться в Пензе и уже через два дня покинули город.
В 1928 году после упразднения губерний и уездов Пенза становится центром Пензенского района и одновременно Пензенского округа Средне-Волжской области, с 1930 года — районным центром Средневолжского (Куйбышевского края), с 1937 года — Тамбовской области.
4 февраля 1939 года Пенза становится областным центром вновь образованной Пензенской области. В этом же году был открыт учительский институт, позже преобразованный в педагогический.
В годы Великой Отечественной войны в город были эвакуированы многие предприятия с запада страны, что положило начало индустриальному росту; в 1943 году открыт индустриальный институт (ныне — Пензенский государственный университет).
После войны в Пензе имелся ряд проблем: дефицит жилья, отсутствие водопровода и канализации, нехватка электричества, малое количество замощённых дорог. В 1946 году главным архитектором стал Якуб Усеинов. В штате Усеинова работало пять сотрудников. Под его руководством была проведена реконструкция заводов «САМ», компрессорный, пивной, 2-й арматурный, «Пензмаш» и «Счётмаш», фабрики «Маяк Революции». Было начато строительство заводов «Пензхиммаш» и «Пензадизельмаш». В 1948 году был запущен первый троллейбус, для которого было построено троллейбусное депо по ул. Суворова. Также в 1948 году было начато асфальтирование центральных улиц города. В течение 1949—1952 годов был построен Сурский водопровод и канализация.
В 1952 году Совет министров СССР утвердил разработанный ведомством Усеинова план реконструкции и развития Пензы. В период пребывания Усеинова в должности архитектора Пензы в городе появились ряд общественных зданий в стиле сталинского ампира: Центральный вход в ЦПКиО им. В. Г. Белинского, Дом знаний (ул. Лермонтова), кинотеатр «Москва», Пензенский приборостроительный техникум и городской роддом (оба — ул. Пушкина), поликлиника МВД (ул. Плеханова) и Управление автодороги «Москва-Куйбышев» (ул. Горького). Среди жилых домов можно выделить: здание на Московской ул. (напротив мясного пассажа), здание на ул. Калинина и здание на Октябрьской ул. Усеинов также стал автором перестройки польского костёла под Дом учителя (ул. Володарского).
В 1985 году город награждён орденом Трудового Красного Знамени.
Указом Президента Российской Федерации от 20 мая 2021 года городу было присвоено звание «Город трудовой доблести».

## Административное деление
Пенза разделена на четыре городских района:
- Железнодорожный — 114 408 чел.;
- Ленинский — 90 479 чел.;
- Октябрьский — 182 336 чел.;
- Первомайский — 133 077 чел.

В Пензе насчитывается 14 площадей, 542 улицы, 39 переулков, 397 проездов, 2 + 1 (проект) проспекта, 3 набережные. Общая протяжённость улично-дорожной
сети составляет 759 км.

### Органы местного самоуправления
В соответствии с действующим Уставом города высшим органом местного самоуправления является Пензенская городская дума, избираемая в количестве 35 человек сроком на 5 лет. Дума избирает из числа своих членов председателя думы, и рассматривает и принимает решение по предоставленным кандидатурам на пост главы города. Администрация города является исполнительным органом местного самоуправления, осуществляющим текущее управление городским хозяйством. До поправок 2005 года глава администрации города избирался всеобщим голосованием, а должности главы города не существовало. Поправками 2022 года должности главы города Пензы, являющегося одновременно председателем городской думы, были разделены.
С 1992 по 1993 и с 1996 по 2004 годы главой администрации города был Александр Серафимович Калашников, подтвердивший свой мандат на всеобщих выборах 2000 года. C 6 мая 2005 года решением думы на должность главы администрации города назначен Александр Владимирович Пашков, с 27 декабря 2005 года — Роман Борисович Чернов, а с 20 июня 2014 года — и. о. Лариса Юрьевна Рябихина. Главой города с 26 октября 2012 года по 24 сентября 2014 года являлся Юрий Петрович Алпатов.18 июля 2014 года на внеочередной сессии городской думы главой администрации Пензы был избран Юрий Иванович Кривов. С 18 ноября 2015 — и. о. главы администрации Волков Сергей Владимирович
24 сентября 2014 года на первой сессии депутатов Пензенской городской думы VI созыва главой города Пензы избран Виктор Николаевич Кувайцев.

## Официальная символика
Герб города Пензы выполнен в стиле исторической знаково-геральдической системы и представляет собой изображение на зелёном геральдическом щите трёх золотых снопов: пшеничного, ячменного и просяного, стоящих на золотой земле. Утверждён 28 мая 1781 года (по старому стилю) и является одним из самых старых гербов городов России.
Изображение на гербе трёх золотых снопов, стоящих на золотой земле в зелёном поле, означающих богатство и знатное земледелие здешней земли, было заимствовано из эмблемы Пензенского полка, рисунок которой располагался в верхнем левом углу полкового знамени около древка (зелень символизирует надежду, радость, изобилие. Золото — символ богатства, справедливости). Эмблемы армейских полков были составлены итальянским графом Франциском Санти и занесены в гербовник, утверждённый Сенатом 8 марта 1730 года.
Флаг города Пензы представляет собой прямоугольное полотнище с отношением ширины к длине 2:3 зелёного цвета с воспроизведением на нём трёх снопов (фигур герба) в золотистом цвете и вертикальной полосы золотистого цвета, расположенной вдоль древка (в 1:5 длины полотнища), изображение на оборотной стороне полотнища воспроизводит композицию лицевой стороны зеркально.

## Население
| 1782     | 1811     | 1824     | 1840     | 1856     | 1863     | 1897     | 1913     | 1914     | 1923     |
| -------- | -------- | -------- | -------- | -------- | -------- | -------- | -------- | -------- | -------- |
| 8714     | ↗14 800  | ↘14 041  | ↗19 500  | ↗23 800  | ↗27 300  | ↗59 981  | ↗72 000  | ↗78 900  | ↗79 300  |
| 1926     | 1931     | 1933     | 1937     | 1939     | 1956     | 1959     | 1962     | 1967     | 1970     |
| ↗90 813  | ↗105 105 | ↗119 000 | ↗147 580 | ↗159 776 | ↗231 000 | ↗255 481 | ↗286 000 | ↗333 000 | ↗373 650 |
| 1973     | 1975     | 1976     | 1979     | 1982     | 1985     | 1986     | 1987     | 1989     | 1990     |
| ↗404 000 | ↗432 000 | →432 000 | ↗482 916 | ↗508 000 | ↗521 000 | ↗525 000 | ↗540 000 | ↗542 612 | ↘525 000 |
| 1991     | 1992     | 1993     | 1994     | 1995     | 1996     | 1997     | 1998     | 1999     | 2000     |
| ↗551 000 | ↗552 000 | →552 000 | ↘551 000 | ↘529 000 | ↗530 000 | ↗534 000 | ↘529 000 | ↗533 300 | ↘532 200 |
| 2001     | 2002     | 2003     | 2004     | 2005     | 2006     | 2007     | 2008     | 2009     | 2010     |
| ↘524 900 | ↘518 025 | ↘518 000 | ↘515 000 | ↘512 900 | ↘510 000 | ↘509 197 | ↘507 823 | ↘507 047 | ↗517 311 |
| 2011     | 2012     | 2013     | 2014     | 2015     | 2016     | 2017     | 2018     | 2019     | 2020     |
| ↗517 404 | ↗519 992 | ↘519 900 | ↗521 329 | ↗522 823 | ↗524 632 | ↘523 726 | ↘523 553 | ↘522 317 | ↘520 300 |
| 2021     | 2023     | 2024     | 2025     |          |          |          |          |          |          |
| ↘501 109 | ↘492 376 | ↘488 299 | ↘487 978 |          |          |          |          |          |          |

## Религия
В настоящее время в Пензе христианская и исламская культуры успешно сосуществуют друг с другом.
Большинство населения исповедует христианство, вторая по численности религия — ислам, приверженцы остальных вероисповеданий немногочисленны.
На территории города действует свыше 30 религиозных учреждений: 25 православных церквей и монастырей, кафедральный собор, соборная мечеть, синагога, католический приход и другие.

## Экономика

### Промышленность
В городе Пензе на 1 января 2011 года зарегистрировано 15 539 хозяйствующих субъектов. Более 90 % зарегистрированных предприятий относится к негосударственной форме собственности, в том числе 13 519 (87,0 %) частных предприятий. Государственному и муниципальному секторам экономики принадлежит 701 предприятие (4,5 %).
Основные виды промышленной продукции, выпускаемые предприятиями города: стальные трубы, трубопроводная промышленная арматура, воздушные и газовые приводные компрессоры, машины для городского коммунального хозяйства, медицинская техника, приборы и средства автоматизации, химическое оборудование, средства вычислительной техники. АО «ППО ЭВТ имени В. А. Ревунова» — производство бытовой техники. НПП «Мединж» — производство клапанов сердца. «Маяк» даёт 60 % внутрироссийского рынка бумаги-основы, используемой в дизайнерской работе, производстве мебели, обоев, декоративного пластика. НПП «Эра» — производство авиатренажёров для лётчиков гражданской авиации, механизмов для химической и нефтехимической промышленности. Пензенская кондитерская фабрика — кондитерские изделия более 130 наименований и другие.
Объём отгружённых товаров собственного производства, выполнено работ и услуг собственными силами по обрабатывающим производствам за 2010 год на 44,34 млрд рублей, в том числе: производство машин и оборудования — 12,8 млрд руб., производство электрооборудования, электронного и оптического оборудования — 5,1 млрд руб.

### Торговля
За январь — декабрь 2010 года оборот розничной торговли по продаже потребительских товаров в Пензе с учётом продажи физическими лицами на рынках составил 63 476,9 млн руб. Оборот в сети предприятий общественного питания за январь — декабрь 2010 года составил 3776,5 млн руб.

### Сельское хозяйство и животноводство
- Птицефабрика «Васильевская» (входит в группу «Черкизово»);
- Мясоптицекомбинат «Пензенский» (входит в группу «Черкизово»);
- «Регион-Прод»;
- Русская молочная компания;
- Молочный комбинат «Пензенский» — «МолКом»;
- Группа компаний «Дамате».

## Транспорт
Железная дорога пришла в Пензу в 1874 году, это была линия Сызрано-Вяземской железной дороги. Ныне Пенза является крупным железнодорожным узлом. С юга к городу подходит Нижегородско-Харьковский ход Юго-Восточной железной дороги; на север, запад и восток отходят Нижегородская, Ряжская и Сызранская линии Куйбышевской железной дороги. В 1964 году был электрифицирован на постоянном токе участок Пенза — Сызрань. В 1966 году со стороны станции Ртищево (тогда Приволжской железной дороги) выполнена электрификация на переменном токе напряжением 25 кВ, в 1971 году был полностью переведён на электротягу участок Пенза — Рузаевка — Красный узел (постоянный ток напряжением 3 кВ). В 1986 году на этом же участке началась укладка второго пути. Наиболее грузонапряжённым является направление восток — юг, так называемый исторический ход Транссиба, с сортировочным узлом на станции Пенза III (Заречный парк). Основное значение для пассажирских перевозок имеет участок Пенза — Ряжск, именно по ней следуют поезда сообщением Пенза — Москва, однако данная линия однопутная и неэлектрифицированная.
В Пензе расположено Пензенское региональное представительство Куйбышевской железной дороги (бывшее Пензенское отделение КБШ НОД-1). Пассажирские поезда пригородного и дальнего следования отправляются с вокзала станции Пенза I. В черте города пригородные поезда также делают остановку на станциях Пенза-II в сторону Кузнецка; Пенза-III, Заречный парк, о.п. 259 км, Кривозёровка в сторону Ртищево; Пенза-IV, о.п. 135 км в сторону Рузаевки; Арбеково в сторону Пачелмы.
В черте города Пензы проходит федеральная автомобильная дорога М5 «Урал». Также от города начинается федеральная автодорога Р209 Пенза — Тамбов, а в нескольких километрах от Пензы проходит федеральная автодорога Р158 Нижний Новгород — Саратов. Через Пензенский автовокзал осуществляется сообщение Пензы с районными центрами региона, соседними областными центрами, а также Москвой и черноморскими курортами.
На южной окраине города (район Терновка) расположен Пензенский аэропорт имени В. Г. Белинского. Из него выполняются рейсы в Москву, Санкт-Петербург, Казань, Нижний Новгород и Екатеринбург, а в летний период в Сочи, Симферополь, Анапу. Круглогодичные рейсы выполняются авиакомпаниями S7 Airlines (Москва, Санкт-Петербург и другие на Embraer E170) и Rusline (Москва на Bombardier CRJ-200). Летом 2019 года также выполнялись рейсы в Сочи и Симферополь авиакомпаниями «Rusline» (Bombardier CRJ-200), «ИжАвиа» (Як-42) и «ИрАэро» (Sukhoi Superjet 100, возобновляются в мае 2020-го).
|                     |  |                                |  |                                  |  |                       |
| Пензенский аэропорт |  | Железнодорожный вокзал Пенза I |  | Железнодорожный вокзал Пенза III |  | Пензенский автовокзал |

### Городской общественный транспорт
Общественный транспорт города представлен троллейбусами (движение открыто в 1948 году, сейчас насчитывается 6 маршрутов, не считая одного резервного), автобусами (35 маршрутов) и маршрутными такси (53 маршрутов). Пенза — один из немногих крупных городов России, не имеющих трамваев, хотя ранее (в 1935—1938 гг.) в городе был его прототип — внутригородская пассажирская неэлектрифицированная узкоколейная железная дорога (см. подробнее в статье Пензенский трамвай). В 2006 году планировалось пустить рельсовые автобусы в качестве внутригородского поезда (наземного метро) от вокзала Пенза I до микрорайона Арбеково, а затем в другие микрорайоны, но проект не был реализован из-за отказа в финансировании.
В 2020 году в рамках подготовки плана регулярных перевозок на 2020–2022 годы рассматривалась возможность поэтапного прекращения троллейбусного движения в Пензе. Однако в результате общественного резонанса и критики со стороны специалистов городская администрация пересмотрела данное решение, и троллейбусное сообщение было сохранено. В ходе последующей транспортной реформы был обновлён подвижной состав, введены новые маршруты и внедрена система транспортной карты. С 2024 года на всех троллейбусных линиях эксплуатируются исключительно новые троллейбусы марки «Горожанин».
Текущее местоположение любого автобуса или троллейбуса Пензы можно отследить на специальном сайте и в приложениях карт.
С 1994 по 2000 год функционировала канатная дорога, соединяющая улицу Пушкина и парк имени Белинского, однако после закрытия на профилактику её не восстановили из‑за отсутствия финансирования.
С 2023 года в Пензе восстановлено движение прогулочных катеров от причала «Росток», ранее не функционировавшее. До 2014 года по реке Суре действовал маршрут речного трамвая «Причал Росток» — «Пристань Барковка», использовавшийся преимущественно в прогулочных целях. В последующие годы городской пассажирский речной флот был ликвидирован, однако сохранялось нерегулярное сообщение лёгким катером до села Засечного.
Согласно как генеральному плану Пензы 1972 года, так и обновлённому генплану 2007 года, в городе предусмотрено строительство линии скоростного трамвая. Однако реализация проекта была отложена на 2030-е годы в связи с финансовыми затруднениями.
В Пензе имеется детская железная дорога, открытая в 1985 году. Ранее планировалось продлить дорогу до посёлка Ахуны, после чего она могла бы стать одним из видов транспорта, но это не было реализовано. В 1980-е годы вырубать лес запретило лесничество; в 1990-е годы, когда тема продления железнодорожного пути была поднята вновь, не нашлось денег. По состоянию на конец 2013 года, подвижной состав обновлён, продление на 3 станции отложено из-за финансовых проблем. Сейчас детская железная дорога находится на реконструкции. К 2026 году планируется завершить строительство пассажирского здания на станции Пионерская, нового депо для подвижного состава, обновить железнодорожный путь и устройства СЦБ.

## Здравоохранение
Здравоохранение в городе Пенза представлено широким комплексом медицинских учреждений, как общего, так и широкого профиля. В Пензе имеются муниципальные городские больницы, специализированные больницы и диспансеры, поликлиники и медико-санитарные части (МСЧ), санатории и профилактории, а также множество частных медицинских учреждений. На территории городского округа Пензы также расположены медицинские учреждения областного значения и госпитали. Функционирует служба скорой помощи. Список:
- Пензенская областная клиническая больница имени Н. Н. Бурденко
- Территориальный фонд обязательного медицинского страхования Пензенской области, 440039, г. Пенза, ул. Крупской, 3
- ГУЗ «Пензенская областная клиническая больница им. Н. Н. Бурденко» 440026, г. Пенза, ул. Лермонтова, 28
- ГУЗ «Пензенская областная детская клиническая больница им. Н. Ф. Филатова» 440018, г. Пенза, ул. Бекешская, 43
- ГБУЗ «Областной онкологический клинический диспансер» 440071, Пенза, Пр. Строителей, 37а
- ГУЗ «Областная наркологическая больница» 440028, г. Пенза, ул. Беляева, 25а
- ГУЗ «Областной противотуберкулезный диспансер» 440052, г. Пенза, ул. Ново-Тамбовская, 9
- ГУЗ «Областная психиатрическая больница им. К. Р. Евграфова» 440026, г. Пенза, ул. Лермонтова, 28
- ГУЗ «Областное бюро судебно — медицинской экспертизы» 440071, г. Пенза, пр-т Строителей, 37а
- ГУЗ «Центр сертификации и контроля качества лекарственных средств» 440060, г. Пенза, пр-т Строителей, 35
- ГУЗ «Центр по профилактике и борьбе со СПИД и инфекционными заболеваниями» 440000, г. Пенза, ул. Володарского, 56
- ГУЗ «Пензенский областной центр специализированных видов медицинской помощи» 440052, г. Пенза, ул. Куйбышева, 33а
- ГУЗ «Пензенская областная станция переливания крови» 440026, г. Пенза, ул. К.Цеткин, 41а
- ГУЗ «Пензенский областной госпиталь для ветеранов войн» 440033, г. Пенза, ул. Светлая, 1
- ГУЗ «Пензенский областной медицинский информационно-аналитический центр» 440600, г. Пенза, ул. Кураева, 36а
- ГУЗ «Пензенский дом ребёнка» 440046, г. Пенза, ул. Мира, 33а
- ГБУЗ «Территориальный Центр медицины катастроф Пензенской области» 440028, г. Пенза, ул. Циолковского, 13
- ГБУ Пензенской области «Автотранспортное предприятие по обслуживанию учреждений здравоохранения и социальной защиты населения» 440026, г. Пенза, ул. Лермонтова, 28
- МУЗ «Городская больница № 1» 440028, г. Пенза, ул. Гагарина, 24
- МУЗ «Городская больница № 2» 440007, г. Пенза, ул. Парковая, 3
- МУЗ «Городская больница № 3» 440600, г. Пенза, ул. Володарского, 36
- МУЗ «Пензенская городская клиническая больница № 4» 440067, г. Пенза, ул. Светлая 1
- МУЗ «Городская больница № 5» 440034, г. Пенза, ул. Краснова, 60
- МУЗ «Городская клиническая больница скорой медицинской помощи» им. Г. А. Захарьина 440071, г. Пенза, ул. Стасова, 7
- МУЗ «Пензенская городская поликлиника № 7» 440039, г. Пенза, ул. Гагарина, 11а
- МУЗ «Городская больница им. Н. А. Семашко» 440026, г. Пенза, ул. Красная, 32
- МУЗ «Пензенский городской родильный дом № 1» 440008, г. Пенза ул. Пушкина, 56
- МУЗ «Городская станция скорой медицинской помощи» 440039, г. Пенза, ул. Пионерская, 2
- МУЗ «Городская стоматологическая поликлиника» 440600, г. Пенза, ул. Володарского, 69
- МУЗ «Детская стоматологическая поликлиника» 440060, г. Пенза ул. Рахманинова,14а
- МУЗ «Городская детская поликлиника» 440047, г. Пенза, пр. Победы, 95
- МУЗ «Городской детский санаторий „Солнышко“» 440039, г. Пенза, ул. Гагарина, 18
- МУЗ МО «Детское и лечебное питание» 440066, г. Пенза, ул. Глазунова, 5
- МУЗ «Городские аптеки» 440060, г. Пенза, Пр. Строителей, 35
- Медико-санитарная часть «ППО ЭВТ» 440038, г. Пенза, ул. Гагарина, 24
- Учреждение «Медико-санитарная часть ОАО „Пензхиммаш“» 440028, г. Пенза, ул. Титова, 6
- НУЗ «Отделенческая клиническая больница на ст. Пенза ОАО „РЖД“» 440600, г. Пенза, ул. Урицкого, 118
- МУП «Пензенская объединённая хозрасчетная поликлиника» 440629, г. Пенза, ул. Октябрьская,10

## Образование

### Высшие учебные заведения Пензы
- Пензенский государственный университет (до 1993 года — Пензенский политехнический институт, Пензенский государственный технический университет, с 2012 года включает Педагогический институт имени В. Г. Белинского);
- Пензенский государственный университет архитектуры и строительства;
- Пензенский артиллерийский инженерный институт им. Главного маршала артиллерии Н. Н. Воронова (бывшее Пензенское высшее артиллерийское инженерное училище им. Главного маршала артиллерии Н. Н. Воронова);
- Пензенский государственный технологический университет (ранее — завод-втуз при Пензенском политехническом институте, Технологическая академия);
- Пензенский государственный аграрный университет (ранее — Пензенская государственная сельскохозяйственная академия);
- Пензенский филиал Финансового университета при Правительстве Российской Федерации;
- Пензенский филиал МЭСИ;
- Пензенский филиал Московского университета имени С. Ю. Витте (ранее — Московский институт экономики, менеджмента и права);
- Пензенский казачий институт технологий (филиал) ФГБОУ ВО «Московский государственный университет технологий и управления им. К. Г. Разумовского (Первый казачий университет)»[81] (создан в результате объединения РГУИТП и МГУТУ);
- Пензенский филиал Московского института предпринимательства и права;
- Пензенский филиал НКИ (Нижегородский коммерческий институт);
- Пензенский филиал РГСУ (Российский государственный социальный университет);
- Современная гуманитарная академия (СГА);
- Пензенский филиал МОСА (Московская открытая социальная академия);
- Пензенский филиал МНЭПУ (Международный независимый эколого-политологический университет);
- Пензенский филиал СПбАГЗ МЧС России;
- Пензенский медицинский университет при Пензенский государственный университет;
- Пензенский институт усовершенствования врачей — филиал ФГБОУ ДПО РМАНПО Минздрава России (Российская медицинская академия непрерывного профессионального образования, г. Москва).

### Средние специальные учебные заведения Пензы
- Пензенское художественное училище имени К. А. Савицкого;
- Пензенский колледж архитектуры и строительства;
- Пензенский филиал ГОУ «Московский финансовый колледж»;
- Пензенский музыкальный колледж имени А. А. Архангельского;
- Пензенский колледж культуры и искусств;
- Пензенский экономический колледж;
- Пензенский колледж основ социального управления;
- Пензенский социально-педагогический колледж;
- Пензенский областной медицинский колледж;
- Пензенский колледж транспортных технологий;
- Пензенский колледж информационных и промышленных технологий (ИТ-колледж);
- Пензенский колледж управления и промышленных технологий им. Е. Д. Басулина;
- Пензенский колледж пищевой промышленности и коммерции;
- Пензенский базовый медицинский колледж;
- Пензенский колледж современных технологий переработки и бизнеса;
- Пензенский строительный колледж;
- Филиал Самарского государственного университета путей сообщения в г. Пензе (бывш. Пензенский техникум железнодорожного транспорта);
- Пензенский агропромышленный колледж;
- Юридический колледж при ПГУ.

## Средства массовой информации

### Радиостанции
- Радиостанции Пензенской области

На данный момент в городе осуществляется трансляция 25-ти радиоканалов в аналоговом формате.
| Частота, МГц | Название                    | Статус |       | Частота, МГц                    | Название | Статус |
| 94,2         | Радио России / ГТРК «Пенза» | Вещает | 101,4 | Серебряный дождь                | Вещает   |        |
| 94,7         | Радио Вера                  | Вещает | 101,8 | Радио 101.8 / ТРК «Экспресс»    | Вещает   |        |
| 95,2         | Радио Маяк                  | Вещает | 102,3 | Авторадио                       | Вещает   |        |
| 95,6         | Ретро FM                    | Вещает | 102,8 | Comedy Radio                    | Вещает   |        |
| 96,0         | Вести ФМ                    | Вещает | 103,3 | Родное Радио / ТРК «Заречный»   | Вещает   |        |
| 96,4         | Love Radio                  | Вещает | 103,8 | Европа Плюс                     | Вещает   |        |
| 97,0         | Радио Рекорд                | Вещает | 104,3 | Дорожное радио                  | Вещает   |        |
| 98,0         | Радио Гордость              | Вещает | 104,8 | Русское радио                   | Вещает   |        |
| 97,5         | Радио Дача                  | Вещает | 105,2 | Радио Экспресс / ТРК «Экспресс» | Вещает   |        |
| 98,7         | Like FM                     | Вещает | 105,6 | Новое радио                     | Вещает   |        |
| 99,1         | Детское радио               | Вещает | 106,7 | Юмор FM                         | Вещает   |        |
| 99,6         | NRJ                         | Вещает | 107,5 | Радио Монте-Карло               | Вещает   |        |
| 100,1        | Радио 7 на семи холмах      | Вещает |       |                                 |          |        |

### Телевидение
С 11 февраля 2019 г. Пенза перешла на цифровое эфирное вещание.

#### Цифровое эфирное телевидение
Все 20 каналов для мультиплекса РТРС-1 и РТРС-2 и радиоканалы: «Вести ФМ», «Маяк», «Радио России» / ГТРК «Пенза».
- Пакет телеканалов РТРС-1 (телевизионный канал 57), включает: «Первый канал», «Россия-1» / ГТРК «Пенза», «Матч ТВ», «НТВ», «Пятый канал», «Культура», «Россия-24» / ГТРК «Пенза», «Карусель», «ОТР» / ТРК «Экспресс», «ТВ Центр».
- Пакет телеканалов РТРС-2 (телевизионный канал 44), включает: «РЕН ТВ», «Спас», «СТС», «Домашний», «ТВ-3», «Пятница!», «Звезда», «Мир», «ТНТ», «Муз-ТВ».

#### Местные кабельные телеканалы
- «ТВ-Экспресс»;
- «11 канал».

### Печатные и электронные СМИ
В Пензе работают как государственные, так и частные средства массовой информации, включая региональные филиалы федеральных изданий, городские газеты и специализированные журналы.

#### Газеты
- «Пензенская правда» — официальное издание правительства Пензенской области, выходит с 1917 года[84].
- «Курьер» — частная газета, освещающая городские новости, объявления, телепрограмму[85].
- «Комсомольская правда в Пензе» — региональное приложение одноимённой федеральной газеты.
- «Наша Пенза» — информационно-аналитическое издание о жизни города.
- «Деловая Пенза» — деловая и экономическая тематика.
- «Молодой ленинец» — молодёжная газета.

#### Журналы и другие издания
- «Proмышленникъ» — деловой журнал о промышленности региона.
- «Business Club в Пензе» — публикации о бизнесе и предпринимателях.
- «Сурский проект: Семья и здоровье» — журнал о социальной политике, здоровье и воспитании.
- «Pro Город Пенза» — городская газета с онлайн-версией.
- «Телесемь» (выпуск в Пензе) — телегид и развлекательные материалы.

#### Закрытые и архивные издания
Некоторые издания прекратили деятельность или перешли в онлайн-формат (например, «Пенза плюс ТВ»).

## Связь
Услуги широкополосного доступа в интернет предоставляются следующими провайдерами:
- Пензенский филиал[86] ПАО «Ростелеком» (торговая марка Ростелеком);
- Филиал ПАО «МТС» в Пензенской области[87] (торговая марка МТС);
- Филиал АО «ЭР-Телеком Холдинг» в городе Пенза[88] (торговая марка Дом.ру)
- ЗАО «Золотая линия»[89] (торговая марка Золотая линия);
- Филиал АО «Компания-ТрансТелеКом» - «Макрорегион Верхневолжский»[90] (торговая марка ТТК);
- ЗАО «Пензенская телефонная компания» (торговая марка ПТК)[91];
- Пензенский филиал интернет-провайдера «Сибирский медведь»;

В городе работают 6 операторов сотовой связи:
- МегаФон (Поволжский филиал ПАО «МегаФон», сеть запущена 30 октября 2003 года);
- Yota (Виртуальный оператор сотовой связи на инфраструктуре МегаФон);
- Билайн (оператор ПАО «Вымпелком», зона «Билайн-Волга», сеть запущена 8 декабря 2003 года);
- t2 (оператор Пензенский филиал ООО «Т2 Мобайл»[92] 100 % дочерняя компания головной структуры ООО «Т2 РТК холдинг»[93], 45 % головной компании принадлежит ПАО «Ростелеком», сеть запущена 20 апреля 2007 года, под брендом Tele2 с 26 июня 2015 года)
- Ростелеком (виртуальный оператор сотовой связи на инфраструктуре t2);
- МТС (оператор филиал ПАО «МТС» в Пензенской области[94], открыто 19 декабря 2010 года). В декабре 2014 года через подконтрольную компанию «Телеком Поволжье»[95] приобрела главный актив группы «СМАРТС» в Пензе. Тем самым став правопреемником компании ЗАО «Пенза-GSM» (АО «Пенза Джиэсэм»)[96][97][98]. «Пенза-GSM» владело в Пензенской области полосами шириной 14,8 МГц в диапазоне GSM-1800 и 6,2 МГц в диапазоне GSM-900[99].

## Культура

### Пензенская государственная филармония
Пензенская государственная филармония начала работу в 1939 году как гастрольное бюро. В 1957 году преобразована в полноценное учреждение культуры.

### Театры
В городе работают как государственные, так и независимые театральные коллективы:
- Пензенский областной драматический театр имени А. В. Луначарского — один из старейших театров области;
- Пензенский областной театр кукол «Кукольный дом» — специализируется на постановках для детей;
- Пензенский театр юного зрителя;
- Центр театрального искусства «Дом Мейерхольда» — музей и театр, связанный с именем режиссёра Всеволода Мейерхольда;
- Театр «На обочине» — независимая театральная студия;
- Театр «Кириллица».

### Кинотеатры
В Пензе работает несколько кинотеатров. Некоторые из них расположены в торгово-развлекательных центрах:
| Название              | Год открытия                | Залов | Адрес                                     |
| --------------------- | --------------------------- | ----- | ----------------------------------------- |
| «Современник»         | 1977 (реконструкция — 2003) | 6     | ул. Пушкина, 10                           |
| «Салют» на пр. Победы | 1985                        | 3     | просп. Победы, 144, ТЦ «Салют»            |
| «Салют» в Засечном    | 2025                        | 4     | с. Засечное, Кольцевая ул., 65В, ТЦ «Лев» |
| «Высшая Лига»         | 2012                        | 5     | Московская ул., 37, ТРЦ «Высшая Лига»     |
| «Берлин Cinema»       | 2014                        | 5     | просп. Строителей, 152Б, ТРЦ «Берлин»     |
| «Люмен Заречный»      | 2017                        | 3     | г. Заречный, ул. Ленина, 42               |
| «Кино Суворовский»    | 2019                        | 5     | ул. Суворова, 144А, ТРЦ «Суворовский»     |
| «Синема 5»            | 2019                        | 8     | просп. Строителей, 1В, ТРЦ «Коллаж»       |
| «Ultra Cinema»        | 2019                        | 5     | Центральная ул., 1, ТРЦ «Ритэйл»          |

### Учреждения культуры
Крупнейшие учреждения культуры города:
- Пензенская областная филармония;
- Киноконцертный зал «Пенза»;
- Центр культуры и досуга;
- Центр хореографического искусства;
- Центральный парк культуры и отдыха им. В. Г. Белинского;
- Пензенский зоопарк;
- Пензенский планетарий;
- Информационно-библиотечный центр;
- Детские художественные и музыкальные школы.

Также в Пензе работают творческие коллективы:
- Хореографический ансамбль «Зоренька»;
- Детский ансамбль «Каблучок»;
- Русский народный оркестр «Пенза».

### Музеи
Пенза располагает разветвлённой сетью музеев:
- Пензенский государственный краеведческий музей (основан в 1905 году);
- Пензенская областная картинная галерея имени К. А. Савицкого (1892);
- Музей одной картины имени Г. В. Мясникова (1983);
- Музей народного творчества (1975);
- Дом-музей им. Н. Н. Бурденко (1976);
- Музей И. Н. Ульянова (1970);
- Литературный музей;
- Музей города Пензы;
- Дом Мейерхольда — театр и музей.

Часть музеев входит в состав объединения литературно-мемориальных музеев, основанного в 1975 году.

## Спорт
В городе работают Дворцы спорта, стадионы, физкультурно-оздоровительные и спортивно-оздоровительные комплексы, а также велотрек и училище олимпийского резерва.
- Открытый велотрек «Сатурн» длиной 333,3 м, построенный в 1981 году. Адрес: 2-й Виноградный пр-д, 32[101];
- Дворец спорта «Буртасы», построенный в 2008 году и ставший одним из крупнейших центров спортивной и художественной гимнастики России. Располагается по адресу: проспект Строителей, 96[102];
- Дворец спорта «Олимпийский», открывший свои двери для посетителей 1 января 2005 года. Комплекс включает два бассейна (большой и малый), игровой и тренажёрный залы, зал борьбы, конференц-зал, теннисные корты и гостиницу. Адрес: ул. Антонова, 39а[103];
- Спортивный комплекс «Золотая шайба» заработал в 2007 году. В настоящее время в комплексе с ледовой ареной на 240 посадочных мест занимаются ученики ГБОУ ДОД СДЮСШОР по хоккею с шайбой. На льду проводятся турниры по хоккею[104], массовые катания на коньках, соревнования на площадке для мини-футбола. Располагается по адресу: ул. Антонова, 9а[105];
- Дворец спорта «Рубин» открылся 30.12.1984 года[106]. Спортсменам и посетителям доступна синтетическая беговая дорожка длиной 220 м, хоккейная площадка с искусственным льдом на 800 мест, залы для занятий различными видами спорта. Дворец спорта располагается на ул. Революционной, 9[106];
- Дворец водного спорта построили в 1970 году. В нём в настоящее время занимаются две школы олимпийского резерва — по плаванию и прыжкам в воду, работает спортивно-оздоровительный комплекс. Адрес: ул. Калинина, 115а[107];
- Дворец водного спорта «Сура» заработал в июне 2010 года. Основным направлением деятельности была и остаётся работа спортивной базы ГБОУ ДОД Пензенской областной СДЮСШОР водных видов спорта, где ведётся подготовка спортсменов олимпийского резерва по плаванию, прыжкам в воду, триатлону и водному поло. Для посетителей работает детский бассейн, проводится обучение плаванию детей и взрослых[108]. Дворец спорта расположен по адресу: Красная ул., 106;
- Спортивно-зрелищный комплекс «Дизель-арена» был открыт в 2011 году[109]. Его зрительские трибуны вмещают 5,5 тысяч человек. В комплексе проводятся соревнования по зимним видам спорта, народные катания на коньках, Адрес: Окружная ул., 165[110];
- Спортивный зал «Юность» в 1971 году был специализированным баскетбольным центром[111]. В настоящее время в зале проводятся различные спортивные мероприятия[112]. Адрес: ул. Гагарина, 6;
- Стадион «Восток» расположен на ул. Измайлова, 56[113];
- Стадион «Локомотив» более не является спортивным объектом[114]; он будет реконструирован в 2025—2026 году[115]. Адрес: Стрельбищенская ул., 14;
- Стадион «Пенза», ул. Гагарина, 1а[116];
- Стадион «Первомайский» начал работу в июне 2007 года[117]. Соревнования проходят на теннисных кортах, регбийных полях[118]; также на стадионе расположены футбольные поля с искусственным и естественным покрытием[119]. Адрес: ул. Калинина, 119;
- Стадион сельскохозяйственной академии в настоящее время называется стадионом Аграрного Университета[120]. Адрес: Ботаническая ул., 10;
- Стадион «Спартак», ул. Клары Цеткин, 47[121];
- Стадион «Сура» — мотостадион, на нём каждый год проходят соревнования по мотокроссу[122]. Адрес: пр. Победы, 75[123];
- Стадион «Труд» стал базой для проведения соревнований по городошному спорту[124] Стадион располагается по адресу: ул. Карла Маркса, 3а;
- Стадион «Темп» был построен в 1967 году; на нём проводились соревнования по зимним видам спорта и массовые катания на коньках[125]. После реконструкции стадион стал многофункциональным спортивным комплексом[126]. Адрес: ул. Свердлова, 85;
- Стадион «Союз» предоставляет для тренировок футбольное поле[127] и спортивный зал для занятий волейболом и теннисом[128] ул. Титова, За;
- Училище олимпийского резерва было открыто 1 сентября 2005 года. Предоставляет спортсменам открытый бассейн с прыжковым сектором, в котором проводятся тренировки по плаванию и по прыжкам в воду. Бассейн — тренировочная база для сборной России по прыжкам в воду. На территории училища также функционирует легкоатлетический манеж[129]. Адрес: ул. Одоевского, 1;
- Спортивно-оздоровительный комплекс «Семейный» с теннисными кортами, полями для мини-футбола, площадками для пляжного волейбола и пляжной зоной начал работать в июле 2008 года[130]. Адрес: ул. Измайлова 150;
- Физкультурно-оздоровительный комплекс ПГУАС построен и открыт в 2004 году. Адрес: Кирпичная ул., 1[131];
- Физкультурно-оздоровительный комплекс «Чайка» работает на Ладожской ул., 131[132];
- Дворец единоборств «Воейков» начал работу 29 апреля 2015 года[133]. Во дворце открыт музей спорта Пензенской области[134]. Адрес: ул. 40 лет Октября, 22Б.

В 2007 году Пенза стала местом проведения III летней спартакиады учащихся России.
В 2008 году Пенза выиграла право проведения у себя IV летней спартакиады учащихся России, которая прошла в 2009.

### Профессиональный командный спорт
- Хоккей — «Дизель» (Высшая хоккейная лига), «Дизелист» (Первенство Молодёжной хоккейной лиги)
- Регби — «Локомотив-Пенза» (чемпионат России)
- Мини-футбол — «Лагуна-УОР» (чемпионат России среди женщин)
- Баскетбол — «Юность» (Суперлига (второй дивизион, женщины))
- Футбол — «Зенит» (дивизион «Б» второй лиги первенства России).

## Памятники
Памятники в Пензе:
- Бюст Михаила Лермонтова (1892).
- Памятник А. С. Пушкину (1899, 1950 — новая версия, 1970 — в граните).
- Бюст В. Г. Белинского (1948).
- Памятник Карлу Марксу (1918 — демонтирован в 1918, новая версия 1960 — демонтирован в 2012, восстановлен в 2014)[138]
- Памятник борцам революции (1928).
- Памятник В. Г. Белинскому (1954).
- Памятник Н. Н. Бурденко (1958).
- Памятник В. И. Ленину (1959).
- Оборонительный вал крепости города Пенза (1963).
- Памятник «Голубь мира» (1965).
- Стела «Росток» (1967).
- Памятник И. Н. Ульянову и М. А. Бланк (1970).
- Монумент воинской и трудовой Славы (памятник Победы) (1975).
- Памятник Максиму Горькому (1978).
- «Первопоселенец» (1980).
- «Самолёт» (1981)[139].
- Памятный знак Е. И. Пугачёву (1982).
- Памятник Ф. Э. Дзержинскому (1983).
- Памятник Денису Давыдову (1984).
- Мемориальный комплекс «Энергетика» (1985).
- Памятник «Проводы» (1989)
- Памятник В. Э. Мейерхольду (1999).
- Памятник участникам ликвидации последствий аварии на Чернобыльской АЭС (2004).
- Памятник Ю. И. Моисееву. (2006)
- Памятник пензенским милиционерам (2007).
- Памятник В. О. Ключевскому (2008).
- «Добрый Ангел Мира» (2009).
- Бюст И. В. Сталина на улице Дарвина (2011).
- Памятник воинам-пензенцам, погибшим в локальных войнах, «Разорванная звезда» (2012).
- Памятник милицейскому мотоциклу Архивная копия от 22 октября 2012 на Wayback Machine (2012)
- Памятник Н. П. Слепцову. (2014)
- Монумент «Автомобиль фронтовых дорог и ветеран послевоенных пятилеток».
- Памятник Советской конституции.
- Герб Союза Советских Социалистических Республик.
- Монумент «Семья».
- Памятник Михаилу Лермонтову.
- Бронзовая скульптура «Дама с собачкой».
- Монумент «Глобус».
- Памятник Т-34.
- Памятник СУ-100.
- Памятник «Катюша».
- Скульптура «Покаяние» Бориса Качаровского в память жертв сталинских репрессий.
- Памятник С. М. Кирову.
- Памятный знак «Герб СССР».
- Памятник ювелиру.
- Памятник токарю.
- Памятник «Пензяк толстопятый» (2018)[140].
- Памятник благоверным Петру и Февронии Муромским (2020)[141].
- Аллея правителей.

## Города-побратимы
- Мытищи, Россия;
- Омск, Россия;
- Тамбов, Россия;
- Могилёв, Беларусь[142];
- Бекешчаба, Венгрия (1970);
- Скопье, Северная Македония;
- Жюльен, Франция;
- Рамат-Ган, Израиль (2007);
- Ланьчжоу, Китай;
- Пусан, Южная Корея (2006).